# Arbeitsgericht Hilpoltstein
Das Arbeitsgericht Hilpoltstein war ein bayerisches Arbeitsgericht mit Sitz in Hilpoltstein.

## Geschichte
Gemäß Arbeitsgerichtsgesetz vom 23. Dezember 1926 wurden in Deutschland Arbeitsgerichte gebildet. Diese waren nur in der ersten Instanz organisatorisch selbstständige Gerichte, die Landesarbeitsgerichte waren den Landgerichten zugeordnet. Am Landgericht Nürnberg entstand so 1927 das Landesarbeitsgericht Nürnberg als eines von 23 Landesarbeitsgerichten in Bayern. In Hilpoltstein entstand das Arbeitsgericht Hilpoltstein als eines von zwölf Arbeitsgerichten des Landesarbeitsgerichts. Sein Sprengel umfasste den Gerichtsbezirk des Amtsgerichts Hilpoltstein. Es bestand eine allgemeine Kammer für Arbeiter und Angestellte und eine Kammer für das Handwerk.
Bereits 1929 wurde die Zahl der Arbeitsgerichte deutlich reduziert. Das Arbeitsgericht Hilpoltstein wurde aufgehoben und sein Sprengel dem Arbeitsgericht Schwabach zugeordnet.